# Marie Sebag
Marie Rachel Sebag (* 15. Oktober 1986 in Paris) ist eine französische Schachspielerin.

## Einzelerfolge
Sebag ist zweifache französische Meisterin der Frauen, ihren ersten Titel gewann sie bereits im Jahr 2000 im Alter von 14 Jahren und wiederholte den Erfolg zwei Jahre später. International siegte sie dreimal bei Jugend-Europameisterschaften der Mädchen, ihrem ersten Titelgewinn der unter 12-Jährigen (U12) 1998 folgten 1999 und 2002 weitere in den Kategorien U14 und U16. Bei der darauffolgenden Weltmeisterschaft der unter 18-jährigen Mädchen wurde sie Dritte (Weltmeisterin wurde die Deutsche Elisabeth Pähtz), zwei Jahre später im – Jahr 2004 – wurde sie geteilte Erste, der Titel ging aber nach Feinwertung an die Polin Jolanta Zawadzka.
2000 und 2002 gewann Sebag die französische Meisterschaft der Frauen.
Im Jahr 2006 scheiterte sie bei der Schachweltmeisterschaft der Frauen, die im K.-o.-System ausgetragen wurde, im Viertelfinale erst nach Stichkampf an der Russin Swetlana Matwejewa.
Sebag wurde 2000 zum Internationalen Meister der Frauen (WIM) ernannt, 2003 wurde ihr sowohl der Titel eines Großmeisters der Frauen (WGM) als auch der eines Internationalen Meisters (IM) verliehen. Zum Zeitpunkt der Ernennung hatte sie bereits fünf WGM-Normen erfüllt, und zwar bei der Mannschaftseuropameisterschaft der Frauen 2001 in León, im Juli 2002 bei einem Open-Turnier auf Ikaria, im Oktober 2002 bei der Jugendweltmeisterschaft U18 weiblich in Iraklio, bei der Schacholympiade der Frauen 2002 in Bled und im März 2003 bei der Trophee Stroer WGM in Cannes. Die Normen aus León und Ikaria zählten gleichzeitig als IM-Normen, weitere IM-Normen erfüllte sie 2003 beim Neckar-Open in Deizisau und bei der Europameisterschaft der Frauen in Istanbul. Marie Sebag trägt seit 2008 den Großmeister-Titel (GM). Die dafür erforderliche Normen erzielte sie in der Top 16 2005/06, dem im August 2007 in Vlissingen ausgetragenen elften Hogeschool Zeeland Open sowie bei der Europameisterschaft im April und Mai 2008 in Plowdiw.
Bei der Schach-Europameisterschaft der Frauen 2019 belegte Sebag punktgleich zur Siegerin den zweiten Platz.
Ihre beste Platzierung in der FIDE-Weltrangliste der Frauen erreichte Sebag im Oktober 2007 mit dem siebten Rang. Auch Anfang des Jahres 2013 stieg sie erneut für einige Monate in die Top 10 der Frauen ein.
| Die zur Anzeige dieser Grafik verwendete Erweiterung wurde dauerhaft deaktiviert. Wir arbeiten aktuell daran, diese und weitere betroffene Grafiken auf ein neues Format umzustellen. (Mehr dazu) |

## Mannschaftsschach

### Nationalmannschaft
Marie Sebag nahm mit der französischen Nationalmannschaft der Frauen an den Schacholympiaden 2002, 2004, 2008, 2010, 2014 und 2018 teil. An Mannschaftseuropameisterschaften der Frauen nahm Sebag 2001, 2005, 2009, 2013, 2015 und 2017 teil, wobei sie 2001 sowohl europäische Mannschaftsmeisterin wurde als auch die Einzelwertung am zweiten Brett gewann.

### Vereinsschach
In der deutschen Frauenbundesliga spielte Sebag von 2001 bis 2003 für den SC Meerbauer Kiel (für den sie auch in der Saison 2003/04 gemeldet war, aber nicht eingesetzt wurde), in der Saison 2004/05 für den SK Holsterhausen, von 2005 bis 2007 für den SV Walldorf 1947 und seit 2012 für den SC Bad Königshofen, mit dem sie 2014 den Titel gewann. Im französischen Ligabetrieb spielte sie in der Saison 2001/02 für NAO Caissa, von 2002 bis 2004 für Association Cannes-Echecs, von 2004 bis 2007 für Évry Grand Roque, 2007 wechselte sie zu Chalons En Champagne. In der Saison 2010/11 spielte Sebag bei Lutèce Echecs, in der Saison 2012/13 bei Évry Grand Roque, in der Saison 2013/14 erneut bei Chalons En Champagne, von der Saison 2014/15 bis 2017 bei Cercle d’Echecs de Strasbourg, 2018 bei Grasse Echecs und seit 2019 bei Bischwiller. Die französische Mannschaftsmeisterschaft gewann Marie Sebag 2010 mit Châlons-en-Champagne und 2019 mit Bischwiller, die französische Mannschaftsmeisterschaft der Frauen 2004 mit Cannes, 2006 und 2013 mit Évry. In der Saison 2006/07 wurde Marie Sebag mit Cercle Royal d' Echecs de Liège belgischer Mannschaftsmeister. Im nachfolgenden Europapokal-Wettbewerb für Vereinsmannschaften (2007 in Kemer), dem European Club Cup, spielte sie für den Lütticher Verein am Spitzenbrett. Am European Club Cup der Frauen nahm sie 2003 mit Cannes-Echecs teil und erreichte dabei das beste Einzelergebnis am zweiten Brett.
In der britischen Four Nations Chess League spielte Sebag in den Spielzeiten 2003/04 und 2005/06 bei den North West Eagles, die griechische Mannschaftsmeisterschaft gewann sie 2002 und 2003 mit AO Kydon Chania.